# Vesterbro Pastorat
Vesterbro Pastorat er et pastorat i Vor Frue-Vesterbro Provsti, Københavns Stift med et sogn:
- Vesterbro Sogn, som blev dannet 1. søndag i advent 2012 (Elias Sogn 1. januar 2013) af de 8 gamle sogne:

- Absalons Sogn
- Apostelkirkens Sogn
- Enghave Sogn
- Gethsemane Sogn
- Kristkirkens Sogn
- Maria Sogn
- Sankt Matthæus Sogn
- Elias Sogn

I pastoratet er der ti kirker
- Absalons Kirke
- Apostelkirken
- Enghave Kirke
- Bavnehøj Kirke
- Vestre Fængsels Kirke
- Gethsemane Kirke
- Kristkirken
- Mariakirken
- Eliaskirken
- Sankt Matthæus Kirke